# Bataille d'Austerlitz
«  Bataille des trois empereurs » redirige ici. Ne pas confondre avec Bataille des trois rois.
Pour les articles homonymes, voir Austerlitz.
Troisième Coalition
Batailles
Batailles navales
- Rocher du Diamant (1805)
- Cap Finisterre (1805)
- îles Chausey (1805)
- Trafalgar (1805)
- Cap Ortegal (1805)

Campagne d'Allemagne (1805) : opérations en Bavière - Autriche - Moravie
- Donauwörth
- Wertingen
- Günzburg
- Haslach-Jungingen
- Memmingen
- Elchingen
- Nerenstetten
- Neresheim
- Ulm
- Ried
- Lambach
- Bodenbichl
- Steyr
- Amstetten
- Mariazell
- Dürenstein
- Hollabrunn (Schöngrabern)
- Wischau
- Austerlitz

Campagne d'Italie (1805) : Opérations en Italie du Nord
- Vérone
- Caldiero
- Forano
- Castelfranco Veneto

Invasion de Naples (1806)
- Gaète
- Campo Tenese
- Maida
- Lauria
- Maratea
- Amantea
- Mileto

La bataille d’Austerlitz est un affrontement décisif de la campagne d'Allemagne qui s'est déroulé le lundi 2 décembre 1805 entre Brünn et Austerlitz, dans le sud de la Moravie (alors une possession autrichienne, aujourd'hui en Tchéquie).
Cette bataille oppose la Grande Armée commandée par Napoléon Bonaparte, sacré empereur des Français un an jour pour jour auparavant, aux troupes de François Ier, empereur d'Autriche et du Saint-Empire romain germanique, et aux forces russes d'Alexandre Ier, tsar de Russie. Les trois souverains sont présents sur le champ de bataille, d'où son surnom de « bataille des Trois Empereurs ».
Après neuf heures de combat, la Grande Armée de Napoléon, malgré son infériorité numérique, met en déroute, encercle et bat de façon décisive les forces de la Troisième Coalition qui se dissout à la suite de la bataille, obligeant l'Autriche à signer la paix de Presbourg. Outre son importance stratégique, cette bataille, la campagne qui l'a précédée, menant la Grande Armée de Boulogne-sur-Mer (Pas-de-Calais) jusqu’à Austerlitz, et les ruses de Napoléon, sont considérées comme un chef-d'œuvre tactique de Napoléon Ier, enseignée dans toutes les académies militaires au monde. Le Royaume-Uni, membre et financeur de la coalition, n'a que marginalement contribué aux opérations terrestres : ses petits contingents débarqués en Italie et en Allemagne du nord n'ont pas affronté la Grande Armée. Victorieux sur mer à la bataille de Trafalgar en octobre 1805, le Royaume-Uni demeure la seule grande puissance à continuer de s’opposer à l'empire napoléonien.

## Contexte
Après la capitulation des Autrichiens à Ulm, Napoléon avait donné l'ordre à ses troupes de marcher rapidement sur Vienne, la capitale autrichienne. En novembre 1805, la Grande Armée française, forte d'environ 200 000 hommes, avait franchi la frontière autrichienne et progressait le long du Danube, s'emparant de villes importantes et sécurisant des ponts stratégiques. Les Autrichiens s'étaient retirés pour se regrouper et rejoindre l'avancée des troupes russes commandées par le général Mikhaïl Koutouzov. Le retrait autrichien rendit Vienne vulnérable et, le 13 novembre 1805, les Français pénétrèrent dans la ville sans rencontrer de résistance. Napoléon s'empara des ressources de Vienne, dont l'arsenal et les réserves, pour renforcer son armée. Koutouzov tenta d'éviter une confrontation directe avec Napoléon jusqu'à l'arrivée de renforts. Les Russes se retirèrent en direction de la Moravie, où il livra plusieurs combats avec les Français à Dürrenstein (11 novembre) et Schöngrabern (16 novembre). Le 18 novembre, Koutouzov atteignit Wischau, où il fit sa jonction avec le corps de Frédéric de Buxhoeveden et les Autrichiens de Jean de Liechtenstein. 

### Les conditions météorologiques
Les 1er et 2 décembre sont marqués en milieu de journée par un soleil éclatant, d'où l'expression du « Soleil d'Austerlitz » qui passa à la postérité, surtout avec la citation prononcée par Napoléon « Voilà le soleil d'Austerlitz ! » en 1812 avant la bataille de la Moskova,,.
| Date  | Température[précision nécessaire] | Vent   | Précipitations |
| ----- | --------------------------------- | ------ | -------------- |
| 29/11 | 1,1 °C                            | faible | Pluie, brume   |
| 30/11 | 2,0 °C                            | faible | Neige          |
| 1/12  | 2,5 °C                            | moyen  | Pluie          |
| 2/12  | 5,2 °C                            | faible | Brume, pluie   |
| 3/12  | 2,5 °C                            | faible | Neige          |

### Le plan et le dispositif français
Le plan de Napoléon prévoyait que les corps de Soult et de Lannes, accompagnés de Murat, progresseraient au total d'environ 53 000 hommes en direction de Brno et de Wischau, afin d'attirer l'attention de l'ennemi en prenant possession de la ville d'Austerlitz et des hauteurs voisines de Pratzen. Napoléon spécula sur le fait que les Alliés, avec leur supériorité numérique, seraient tentés de s'engager dans une bataille où les chances étaient presque deux contre une en leur faveur. Dès que l'ennemi aurait mordu à l'hameçon, les corps de Bernadotte et de Davout devraient avancer depuis Iglau et Vienne, respectivement, afin de porter ses troupes à un effectif de 75 000 hommes pour la bataille proprement dite, réduisant ainsi les chances à un rapport plus raisonnable.
Napoléon avait déjà transmis son plan à ses généraux la veille, le 1er décembre 1805 à 20h30. À son aile gauche se trouvait le Vème Corps (Lannes) qui devait occuper la route d'Olmütz avec les divisions du général Caffarelli et de Suchet. Napoléon mit également à sa disposition la cavalerie de Murat, composée des cuirassiers des généraux d'Hautpoul et Nansouty, des dragons des généraux Walther et Beaumont et des chasseurs des généraux Milhaud et Kellermann. Au centre, derrière le Goldbach, se trouvait le IVe Corps (Soult) qui, avec les divisions de Vandamme et de St. Hilaire, traversa le ruisseau près des villages de Girzikowitz et de Puntowitz et prit possession du plateau de Pratzen. Un peu plus loin, derrière, il plaça la troisième division du général Legrand. À environ 2,5 km de là, près de Groß Raigern, se trouvait la division du général Friant. La réserve était constituée par le 1er corps (Bernadotte), la garde impériale et la division du général Oudinot. De cette façon, il tenait une masse de 25.000 hommes prêts à se rendre sur tout point où ils seraient nécessaires.

### Le plan et le dispositif allié
Le soir du 1er décembre, environ 85 000 soldats alliés et 278 pièces d'artillerie sont arrivés sur le terrain. Après leur arrivée, le tsar et l'empereur d'Autriche, qui avaient établi leur quartier général commun dans le village de Krenowitz, avaient discuté toute l'après-midi du 1er décembre de la marche à suivre. Alors que l'empereur François Ier continuait à conseiller la prudence, le tsar Alexandre Ier, encouragé par le prince Dolgoroukov et d'autres nobles, exigeait une action immédiate. Soutenu par le chef d'état-major autrichien Weyrother, Alexandre Ier réussit à s'imposer. Pour mettre en œuvre le plan, Weyrother a divisé l'armée alliée en sept divisions. La 1ère et la 2ème colonnes (Buxhöwden) formaient l'aile droite. Les 4e et 5e colonnes (Liechtenstein) formaient l'aile gauche et la 3e colonne (Bagration) le centre. Menée par l'avant-garde du FML Kienmayer, les 13 600 hommes de la 1re colonne du lieutenant-général Dochturow devaient s'emparer du village de Tellnitz, pivoter vers le nord pour rejoindre la 2e colonne (11 700 hommes) du lieutenant-général Langeron et traverser ensemble le Goldbach.
Avant de faire la jonction avec Dochturow, Langeron devait s'emparer de Zokolnitz avec la 3e colonne (10 000 hommes) de Przbysewskis. Après avoir traversé la rivière, tous trois devaient lancer une attaque résolue contre le centre français qui, à ce moment-là, tiendrait probablement un nouveau front de Puntowitz à Turas. Au même moment, la 4e colonne (23 900 hommes), sous les ordres du Feldzeugmeister Kollowrath et du lieutenant-général Miloradovitch, devait, après une avancée directe depuis les hauteurs de Pratzen, lancer une attaque frontale à l'arrière de la ligne de combat française qui se trouvait au point d'appui à Puntowitz. Entre-temps, Bagration devait mener avec 13 000 hommes une deuxième attaque contre le flanc gauche de Napoléon le long de la route Olomouc-Brno afin de lier les troupes françaises stationnées là pendant les manœuvres décisives au sud. En réserve se trouvait derrière le centre la garde impériale russe (10.000 hommes) sous le grand-duc Constantin.

## La bataille

### Sud

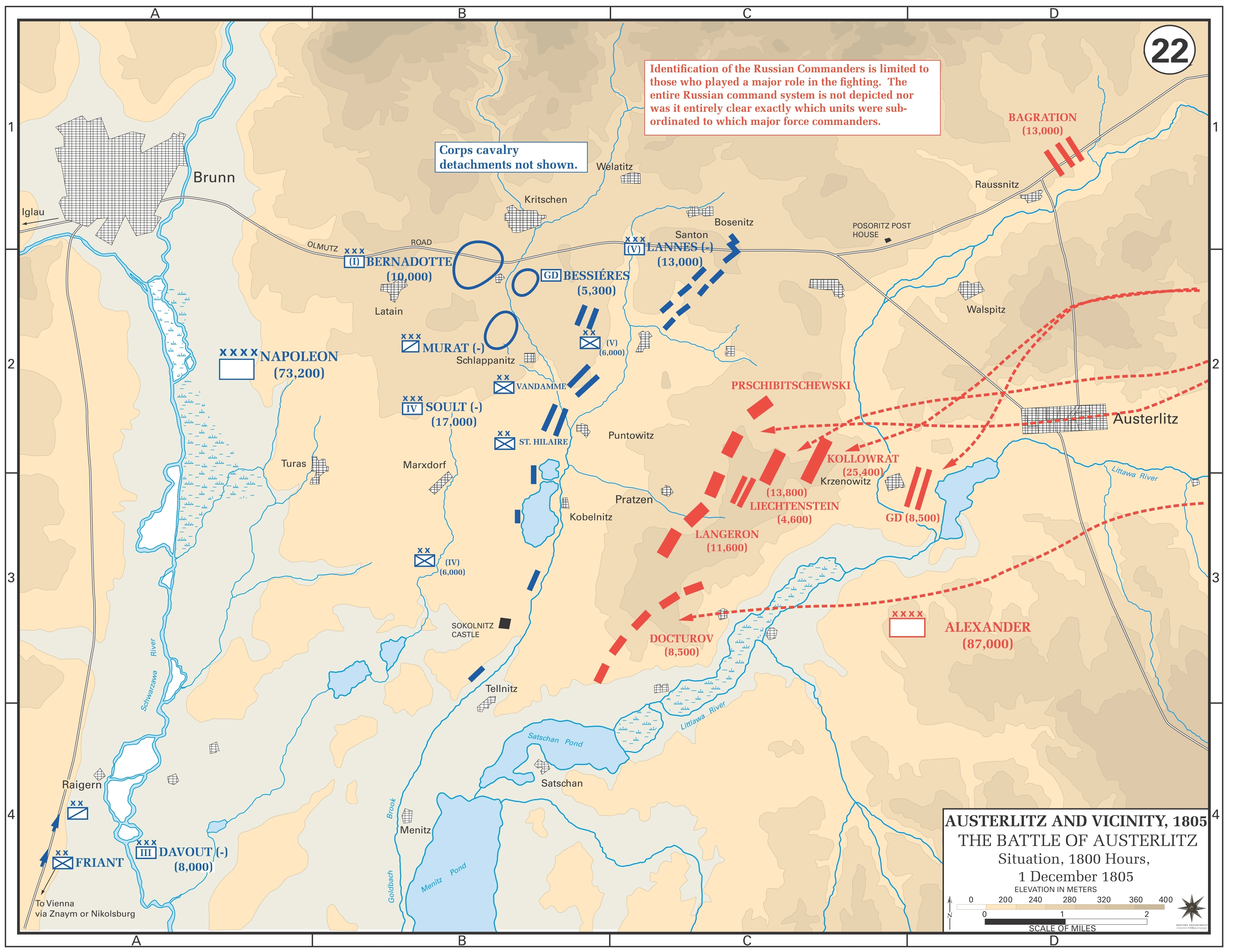
Les positions françaises (en bleu) et alliées (en rouge) vers 18 heures le 1 décembre 1805. Carte du Département d’histoire de l’Académie militaire des États-Unis.

A 7 heures du matin, l'avant-garde du général Kienmayer avait commencé à attaquer le village de Telnitz. Le village était défendu par le 3e régiment d'infanterie de ligne et un bataillon de chasseurs corses, que la nature du terrain rendait invisibles. Les Français ont réussi à repousser plusieurs attaques, mais lorsque la 1ère colonne (Dochturow) est arrivée à 08h00, ils se sont retirés. Après avoir traversé le Goldbach, Kienmayer lança ses quatorze escadrons dans la plaine derrière Telnitz contre la cavalerie légère du général Margaron. Margaron résista à plusieurs assauts, mais ne put tenir tête à une telle masse de cavalerie. Comme la division de Friant, sous le commandement du maréchal Davout, n'était pas encore arrivée de Gross Raigern, la droite française était fortement débordée. Mais le général Buxhövden, après avoir attendu longtemps, dut à son tour attendre la 2e colonne (Langeron). La majeure partie de la cavalerie, qui devait occuper la plaine à droite des Russes et à gauche des Français, avait mal compris l'ordre qui lui prescrivait cette position : elle s'était donc dirigée vers Pratzen et y avait pris position.
Dès qu'elle s'est aperçue de son erreur, elle a essayé de revenir à sa place, retardant ainsi la pré-archivage des deux colonnes. Après que le général Langeron soit enfin arrivé devant Sokolnitz, il a commencé à attaquer la ville. Entre-temps, le général Friant était arrivé de Gross Raigern avec sa division composée de cinq régiments d'infanterie et de six régiments de dragons. Cela permit aux Français de lancer une contre-attaque sur Sokolnitz. Après avoir occupé Sokolnitz, le général Friant a laissé le 48e régiment d'infanterie pour reprendre le château de Sokolnitz à la colonne de Pribyschewski. Au même moment, la colonne de Langeron avait lancé une nouvelle attaque sur Sokolnitz et Friant avait rappelé le 111e régiment d'infanterie pour faire face à la nouvelle menace. Pour le reste de la matinée, 8.000 fantassins français et 2.800 cavaliers se sont battus contre 35.000 alliés dans une pénible bataille d'usure.

### Centre
Pendant les combats sur la droite des Français, le maréchal Soult a lancé son attaque au centre à 9 heures. Les deux divisions de Vandamme et de St. Hilaire, formées en colonnes serrées, se déplaçaient rapidement vers la colline de Pratzen. La division de Vandamme se dirigeait vers la gauche, celle de Saint-Hilaire vers la droite du village de Pratzen, profondément encastré dans un ravin qui se termine par le cours du ruisseau Goldbach près de Puntowitz. Avant même que Soult ne commence son attaque, la 4e colonne (Kollowrath, Miloradovitch) s'était déployée sur la colline Kollowarth avec deux escadrons du régiment autrichien de dragons n°1, les 2e et 3e bataillons du Novgorod et le 1er bataillon de grenadiers du régiment d'infanterie d'Abşeron sur le Staré Vinohrady. Et Miloradovitch avec les brigades de Repninsky et de Berg. Sur la droite, le général St. Hilaire s'approchait rapidement de son objectif, le village de Pratzen. Une première attaque fut repoussée par les Russes ; mais après une autre, ils durent se replier. Pendant ce temps, le 10e régiment d'infanterie légère, à la tête de la division Saint-Hilaire, contournait Pratzen et se dirigeait vers la colline de Pratze. Au sud, Sergei Kamensky avait entendu le début des combats sur Pratze. Faisant preuve d'une excellente initiative, il a immédiatement prévenu Langeron et a avancé avec ses deux régiments en direction du Pratzeberg.
Les éléments de tête de sa brigade s'approchèrent vers 10h00 du seul bataillon du 10e régiment d'infanterie légère de Morand sur le Pratzeberg. Morand signala immédiatement l'approche de la colonne ennemie à St. Hilaire, qui déplaça le 1er bataillon du 10e régiment d'infanterie légère et le 1er bataillon du 36e régiment d'infanterie du nord-est vers le sud-est et plaça trois de ses pièces divisionnaires sous le commandement de Morand. Peu après, St. Hilaire reçut la nouvelle de l'approche d'une colonne venant du nord et, comme il n'était pas clair s'il s'agissait d'une colonne autrichienne ou bavaroise, St. Hilaire ordonna à ses troupes de s'arrêter et d'observer la colonne qui s'approchait. Comme trois de ses cinq bataillons disponibles étaient déjà engagés pour faire face aux six bataillons de Kamensky, il ne restait plus que deux bataillons pour faire face à cette nouvelle menace. Au total, St. Hilaire disposait d'environ 4.000 hommes. Face à lui, les six bataillons de Kamensky comptaient environ 3.000 hommes, ainsi que cinq bataillons autrichiens avec 2.500 hommes supplémentaires. Au même moment, Vandamme lança une attaque sur la ligne autrichienne, derrière laquelle les Russes de Miloradovich se repliaient.
La ligne autrichienne a résisté à la première attaque française. Le bataillon de grenadiers du régiment d'infanterie Salzbourg n° 23 a repoussé une partie de l'infanterie française vers le nord-ouest dans une contre-attaque à la baïonnette. Les grenadiers furent alors attaqués et repoussés par une unité de dragons français. Sur la colline, Kollowrath a réagi rapidement. Il ordonna au 6e bataillon du régiment d'infanterie Auersperg n° 24 de combler la brèche qui séparait le bataillon de grenadiers de la ligne principale. L'avancée du 6e bataillon a permis aux grenadiers de se détacher des dragons français et de se regrouper. La contre-attaque des grenadiers fut coûteuse, mais elle stoppa l'avancée de Schiner et donna aux bataillons russes de Miloradovitch le temps de se regrouper.
Lorsque la situation s'est stabilisée sur sa gauche, Vandamme a dirigé le 2e bataillon du 4e régiment d'infanterie vers Blaziowitz. Après que l'avance autrichienne vers Blaziowitz ait été repoussée par les dragons français, Vandamme a déplacé ses troupes vers le nord pour lancer une attaque groupée sur la droite autrichienne. À l'extrême gauche, Vandamme renforça le brigadier Schiner avec le 1er bataillon du 4e régiment d'infanterie et ordonna à Schiner d'attaquer la position autrichienne par le nord-ouest. Le brigadier Ferey devait attaquer avec sa propre brigade (57e et 46e régiments d'infanterie) et le 55e régiment d'infanterie de la brigade de Varé. Le brigadier Candras prit une position de réserve avec le 28e régiment d'infanterie. Le général de brigade Varé avec le 43e régiment d'infanterie devait relier le côté gauche de Vandamme au côté droit de St Hilaire, qui se trouvait à Pratze. Vandamme avait, sans le savoir, privé St. Hilaire de toute possibilité de récupérer une partie de la brigade de Varé pour faire face à la menace inattendue de Kamensky, en entraînant la moitié de la brigade de Varé dans les combats de Stare Vinohrady.
Entre-temps, les premiers bataillons de Kamensky étaient arrivés à proximité du Pratzeberg. Ignorant la situation, Miloradovich Kamensky a immédiatement engagé ses bataillons de tête pour attaquer les Français qui occupaient le Pratzeberg. Le 2e bataillon du 10e régiment d'infanterie légère était désavantagé en termes de nombre, mais grâce à une meilleure formation, il a pu stopper l'avancée russe de manière décisive. Les Russes ont riposté, mais leur expérience insuffisante du combat et l'apparition d'une forte colonne française derrière eux ont réduit leur efficacité, tandis que le feu français a causé de lourdes pertes. Les troupes de Koutouzov, désormais réunies avec celles du général Jurczik, se préparèrent à l'attaque. Peu après 10h00, les bataillons autrichiens sous le commandement de Jurczik avancèrent pour attaquer la 2e brigade de St. Hilaire, dirigée par le brigadier Thiébault.
Les trois bataillons de tête de Jurczik, le 6e bataillon du régiment d'infanterie Reuss-Greitz n° 55, le 3e bataillon du régiment d'infanterie de Württemberg n° 38 et le régiment d'infanterie Beaulieu n° 58, se sont emparés de Thiébault. 58, avancèrent vers la position de Thiébault, tandis que les deux bataillons restants de Jurczik, le 6e bataillon du régiment d'infanterie de Kerpen n°49 et le régiment d'infanterie de Lindenau n°29, restèrent en réserve sur une basse colline à l'arrière. Pendant que les Autrichiens avançaient, les Français retenaient leur feu jusqu'à ce que les Autrichiens soient arrivés à trente ou quarante mètres. L'avance autrichienne ralentit et finit par s'arrêter, ce qui poussa les Français à contre-attaquer.
Au même moment, Vandamme lança une attaque décisive sur la position clé alliée de Stare Vinohrady, tandis que l'attaque alliée sur Pratze et Pratzeberg s'enlisait. À 10h30, le brigadier Ferey et ses six bataillons avancèrent contre la position autrichienne et attaquèrent frontalement la ligne autrichienne par le nord-ouest. La brigade renforcée de Ferey était numériquement équivalente à toute la première ligne autrichienne à Stare Vinohrady. Pendant que Ferey occupait les Autrichiens, Schiner positionnait ses trois bataillons pour les attaquer par le nord. Peu après que Ferey eut lancé son attaque sur le côté gauche des Autrichiens, Schiner attaqua avec trois bataillons le côté droit des Autrichiens. Sur toute la longueur des hauteurs de Pratzen, de Stare Vinohrady à Pratzeberg, de violents combats firent rage pendant au moins une demi-heure. Alerté par des rapports inquiétants, Langeron arriva au Pratzeberg vers 10h30. Langeron comprit l'inutilité d'un affrontement avec l'infanterie française mieux entraînée et ordonna à Kamensky de lancer une attaque à la baïonnette. Morand mena la contre-attaque, ce qui permit aux Français de se rapprocher à environ 200 pas de la ligne de défense russe. Après l'échec de l'attaque, Langeron envoya un officier à Buxhövden pour décrire la situation et demander d'urgence des renforts.
Vandamme a profité de sa supériorité numérique pour élargir son front et augmenter la pression sur les flancs de Kollowrath. Après environ une heure de combat, la résistance des Autrichiens a finalement cédé. Malgré le recul des Autrichiens sur la droite, Koutouzov ordonna de poursuivre l'attaque sur le Pratzeberg, dans l'espoir de reprendre la crête des hauteurs au sud et donc une position d'où il pourrait éviter un désastre sur son armée. L'attaque s'est enlisée et l'infanterie alliée a de nouveau reculé. Alors que les troupes de Vandamme avançaient vers la ligne de Miloradovitch, Koutouzov ordonna une dernière attaque qui échoua à nouveau. Avec la défaite de la ligne de Kollowrath et l'échec simultané des Alliés à reconquérir le Pratzeberg, la première phase du plan de bataille de Napoléon avait complètement réussi. Malgré l'arrivée d'une forte colonne alliée là où on ne l'attendait pas, les hauteurs furent sécurisées après deux heures de combats intenses. Alors que Koutouzov faisait une dernière tentative désespérée pour déloger les Français du Pratzeberg afin de prendre un certain avantage sur les hauteurs, Vandamme fit une pause pour reformer ses bataillons épuisés.

### Nord
Selon le plan, Bagration devait maintenir sa position sur les collines autour de Posoritz jusqu'à ce qu'il soit clair que la bataille avait commencé. Il devait alors avancer et pousser les Français devant lui. La Vème colonne du Liechtenstein, entièrement composée de cavalerie, occuperait la vaste plaine légèrement ondulée entre Bagration et la IVème colonne. La garde impériale russe, commandée par le grand-duc Constantin, soutenait ces deux corps. En face de Bagration, à environ cinq kilomètres à l'ouest, se trouvaient le 5e corps de Lannes et la réserve de cavalerie de Murat. La confusion qui régnait à l'aube du côté autrichien avait empêché le Liechtenstein d'atteindre à temps ses positions entre les villages de Blazowitz et Krug. 
Bagration était déjà en mouvement lorsque la cavalerie russe est arrivée. Sa gauche s'appuyait sur les villages de Krug et Holubitz tandis que sa droite s'étendait au-delà de la route Brno-Olmütz jusqu'aux hauteurs au nord-ouest de la maison de poste de Posoritz. Comme Bagration, Lannes avait reçu l'ordre de ne rien faire avant le début de la bataille et d'avancer ensuite le long de la route Brno-Olmütz. Il avait placé la division de Suchet à gauche de la route et celle de Caffarelli à droite. Les bataillons du 17e régiment d'infanterie légère se trouvaient sur la colline de Santon, et devant le village de Bosenitz. Les quatre régiments de cavalerie légère des brigades de Picard et de Marizy se trouvaient en avant de l'infanterie. À gauche de Suchet se trouvaient les brigades de cavalerie de Milhaud et de Trelliard, à droite de Caffarelli les dragons du brigadier Boyé. Derrière l'infanterie, les divisions de cavalerie du général Walther, de Nansouty et de d`Hautpoul formaient la réserve.
Napoléon avait observé la bataille victorieuse de Pratzenhöhe depuis son poste de commandement sur Zuranhöhe. Des rapports provenant de la partie inférieure du Goldbach indiquaient que les troupes alliées avaient été sévèrement harcelées le long du Goldbach, de Tellnitz à Sokolnitz. À sa gauche, le long de la route de Brno à Olomouc, le reste de la première ligne de Napoléon avait commencé à avancer vers 9h15. À 10 heures, la résistance farouche rencontrée par les troupes du maréchal Lannes obligea cependant Napoléon à réévaluer son plan initial, qui consistait à contourner la droite alliée et à pousser toute son armée vers le sud. La confusion qui régnait à l'aube du côté autrichien avait empêché le Liechtenstein d'atteindre à temps ses positions entre les villages de Blazowitz et Krug. L'ordre de la colonne était maintenant inversé : les cuirassiers autrichiens du FML Friedrich Ludwig Hohenlohe menaient la colonne, suivis du lieutenant-général von Essen avec la brigade de Shepelev. La brigade d'Uvarov avait déjà reçu l'ordre de soutenir Bagration sur la gauche, tandis que Hohenlohe avait pris position à 8h30 près du village de Blaziowitz. À 9h00, Shepelev avait pris position entre Hohenlohe et Uvarov. À 09h00 également, la garde impériale russe sous le grand-duc Constantin atteignit la colline à l'est de Blaziowitz. 
Vers 9h15, Lannes donna l'ordre d'avancer. Avec la cavalerie légère de Kellermann en tête, toute la troupe avança dans la plaine entre Bosenitz et Blaziowitz. Le mouvement des Français était immédiatement visible pour les Alliés et suscitait une inquiétude considérable. Liechtenstein, dont la cavalerie était la plus proche des Français qui avançaient, ordonna une attaque immédiate vers 9h30. La soudaineté et la force de l'attaque russe laissèrent peu de temps à Kellermann pour réagir. Il ordonna à ses troupes de pivoter vers la gauche afin de dégager la ligne de tir pour l'infanterie. Entre-temps, Kellermann avait reformé ses quatre régiments sur le côté gauche (nord) des colonnes françaises pour lancer une contre-attaque. Après 15 minutes de combat, les ulans russes ont été contraints de se retirer. Bagration prit l'initiative et ordonna à ses troupes d'avancer afin de combler l'écart entre ses troupes et la 5e colonne. Uvarov donna alors l'ordre d'avancer contre la droite de Kellermann. Contraint d'abandonner la poursuite des ulans russes, Kellermann dirigea ses trois régiments restants directement vers la nouvelle menace au sud. 
Au cours d'une bataille brève mais violente, les hussards français repoussèrent les hussards d'Elisabetgrad vers le sud. Après une pause qui leur permit de se remettre de la série d'attaques déroutantes, les hussards de Kellermann se retrouvèrent bientôt sous le feu de l'artillerie russe au sud et sur la route principale. Uvarov n'a cependant pas pu profiter de l'occasion pour lancer une nouvelle attaque contre Kellermann, car une crise se développait sur sa gauche autour de Blaziowitz. Pendant ce temps, les tirs d'artillerie français atteignaient la garde russe à l'est de Blaziowitz, causant de lourdes pertes. Constantin comprit que les Français risquaient de s'emparer de Blaziowitz et de diviser les lignes alliées. Il ordonna au GM St. Priest de sécuriser Blaziowitz avec le bataillon de chasseurs de la garde personnelle et deux pièces d'artillerie. Simultanément, les troupes de Lannes et le 13e régiment d'infanterie légère du colonel Castex avancèrent en sens inverse vers Blaziowitz, tandis que les dragons français prenaient position au sud du village.
Le bataillon de chasseurs de St. Priest atteignit Blaziowitz en premier, occupant les maisons et les jardins et surprenant les Français qui perdirent leur première attaque. Le colonel Castex a été tué lors d'une attaque et des combats acharnés ont eu lieu. En infériorité numérique, Saint-Priest demanda des renforts à Constantin, qui décida de n'envoyer qu'un soutien limité, tout en gardant des réserves pour des avancées plus larges des Français. Les Français, renforcés par le 51e régiment d'infanterie, attaquèrent à nouveau par l'ouest et contournèrent les lignes russes. Sans renforts supplémentaires, il ordonna cependant la retraite à 11h00 tandis que les Français s'emparaient de Blaziowitz. Au même moment, le Liechtenstein déplaça sa cavalerie autrichienne au sud du village pour soutenir les troupes sur les hauteurs de Stare Vinohrady, laissant à Uvarov le soin de couvrir l'espace entre Blaziowitz et Krug. Les cuirassiers du Liechtenstein arrivèrent vers 10h30 et trouvèrent les Autrichiens sous le feu nourri des Français. Le général Caramelli profita de l'occasion pour diriger le régiment de cuirassiers lorrains n° 7 contre l'infanterie avancée de Bernadotte, mais il subit de lourdes pertes.
Une autre attaque du régiment de cuirassiers Nassau n° 5 ne put pas non plus arrêter les Français et ne retarda leur avance que de trente minutes. En déplaçant sa cavalerie vers Stare Vinohrady, Lichtenstein permit à Bernadotte, avec la division de Rivaud, de reprendre sa progression au sud de Blaziowitz. À 11h30, les Français avaient atteint le village et creusaient l'écart entre la colonne russe de Constantin et la ligne alliée. Afin d'éviter une scission de l'armée, Constantin ordonna à la Garde russe d'avancer sur Blaziowitz. Les bataillons de la Garde lancèrent une attaque à la baïonnette, mais l'attaque perdit rapidement de son élan, car les gardes étaient épuisés lorsqu'ils atteignirent la ligne principale de Rivaud. Le feu français leur infligea de lourdes pertes et, bien que l'attaque russe ait repoussé la première ligne de Rivaud, elle fut stoppée par la seconde. 
Alors que les combats s'intensifiaient, Konstantin reçut de Koutouzov l'ordre de se retirer globalement des hauteurs. Après avoir consulté le Liechtenstein, Constantin décida de se retirer en direction de Krenowitz afin de soutenir la 4e colonne et de garder le contact avec l'armée principale. Liechtenstein ordonna au Kaiser-Kürassier-Regiment Nr. 1 de soutenir Konstantin, tandis que les autres régiments autrichiens couvraient la retraite de la 4e colonne et maintenaient ouverte la route vers Krenowitz. À 12h30, l'infanterie de la garde russe, soutenue par la cavalerie et les cavaliers impériaux, s'était détachée, reformée et se retirait en direction de Krenowitz. À 11h00, Bagration ordonna une attaque de diversion sur Bosenitz. Le 5e régiment de chasseurs sous Fedor Gogel y surprend le détachement français et le repousse en direction de Santon. 
Cependant, lorsque le 17e régiment d'infanterie légère retranché sur le santon ouvrit le feu, l'attaque russe fut repoussée avec de lourdes pertes. Les hommes de Gogel se retirèrent vers Bosenitz, mais furent bientôt repoussés par une contre-attaque française menée par le 17e régiment d'infanterie légère et la cavalerie de Milhaud et Trelliard. L'attaque de Bagration sur Bosenitz n'a eu que peu de succès, mais a retardé l'avance française de trente minutes. Les combats à Blaziowitz et les lourdes pertes subies par les alliés empêchèrent Napoléon de réaliser l'enveloppement prévu. L'infanterie française resta liée par les tirs d'artillerie russes sur la route Brno-Olmütz. Néanmoins, les événements sur les hauteurs de Pratzen éclipsèrent ces revers. 

### Retraite
A midi, les troupes de Napoléon avaient réussi à contenir Bagration sur la droite des Alliés, Soult contrôlait Pratzen au centre et Davout ralentissait l'avancée des Alliés, tandis que les grenadiers d'Oudinot soutenaient l'arrière-garde. Napoléon réorganisa les forces françaises, retira le corps de Bernadotte des combats avec Bagration et mit en place une masse de décision sur le Goldbach. En outre, il déplaça le quartier général impérial sur la colline de Pratzen. Napoléon déplaça le centre français vers la droite pour encercler le commandement de Buxhowden. À ce moment-là, seule la garde impériale russe était encore disponible pour combler le vide qui se créait au centre des alliés. Vers 13h00, le grand-duc Ferdinand fit venir quatre nouveaux bataillons pour attaquer la division du général Vandamme.
La garde russe perça la ligne française sans grande difficulté et ne fut arrêtée que par le feu concentré de la deuxième ligne. La garde russe se replia finalement sur Krzenowitz pour se regrouper. C'est à ce moment que Vandamme reçut l'ordre de Napoléon de pivoter vers la droite, ce qui mit toutefois inévitablement en danger son flanc gauche et son arrière-garde. Le grand-duc Constantin en profita pour donner l'ordre d'envoyer la cavalerie contre le flanc de Vandamme, suivi d'une nouvelle attaque frontale de l'infanterie de la garde russe. Malgré le succès de la contre-attaque russe, les Alliés ne disposaient pas de réserves pour l'exploiter. Une contre-attaque française repoussa les restes de la garde impériale russe en direction de Krzenowitz. Avec ce revers, le centre allié cessa d'exister. En réaction à ces développements, Napoléon émit une série de nouveaux ordres. 
La prise des Pratzenhöhen fut confiée à Bernadotte ; la Garde, les grenadiers d'Oudinot et le IVe corps devaient se déplacer vers le sud pour encercler Buxhowden par le nord et l'est, tandis que Davout attaquerait par l'ouest. À 14h30, Buxhowden était complètement isolée et aucun ordre ne pouvait être reçu de Koutouzov ou du tsar. Peu après, Vandamme occupait Augezd et le IIIe corps (Davout) avançait vers les villages de Sokolnitz et Tellnitz. Le maréchal russe ordonna alors à la moitié de ses troupes de se retirer vers l'est avant que les Français ne leur coupent la route. Les troupes restantes ont reçu l'ordre de se regrouper uniquement de manière défensive le long de la rive ouest du Goldbach. À 15 heures, les Russes avaient reculé jusqu'aux lacs et marais gelés du sud. La division de Przbysewski et la moitié de la division de Langeron ont été capturées. La colonne de Buxhowden, qui s'est repliée vers l'est, a été divisée en deux par Vandamme depuis Augezd ; Buxhöwden n'a réussi à s'échapper qu'avec son avant-garde en direction d'Austerlitz. Les survivants de la 1ère colonne (Doctorov), tentèrent de s'échapper par les lacs gelés, mais Napoléon ordonna de bombarder la glace avec 25 canons. Au nord, Bagration commença également à se replier et à 16h30, les combats étaient terminés. Les Français étaient trop épuisés pour poursuivre Bagration ; dans les 40 heures qui suivirent, il parvint à mettre 60 kilomètres de terrain entre lui et le champ de bataille.

## Les conséquences
Dans la nuit du 2 au 3 décembre, les deux parties de l'armée de coalition se rencontrèrent à nouveau à Czeitsch, sur la route de la Hongrie. Au petit matin, le prince Jean de Liechtenstein se rendit au quartier général de Napoléon afin de convenir d'une entrevue entre les empereurs François et Napoléon. L'armée poursuivit sa retraite sans être inquiétée par les Français, qui la croyaient en route pour Olomouc. Ce n'est que lorsqu'ils atteignirent Austerlitz que Napoléon se rendit compte de son erreur et rappela Murat et Lannes. Le 4 décembre, les coalisés traversèrent la March à Holic. Le même jour, Napoléon et François se rencontrèrent pour conclure un armistice qui entra en vigueur le lendemain. Le tsar Alexandre accepta les conditions approuvées par François, qui stipulaient que l'armée russe devait retourner à ses frontières. Austerlitz fut une victoire écrasante de Napoléon. Son armée, qui avait reçu un excellent entraînement dans les camps de campagne de la Manche, contourna complètement les manœuvres maladroites et non coordonnées des coalisés. Influencé par la présence du tsar Alexandre, qui avait pris le commandement en chef et s'était laissé abuser par un entourage aussi arrogant qu'inexpérimenté, Napoléon parvint à attirer l'armée de la coalition sur le champ de bataille qu'il avait choisi.

### Pertes
La bataille d'Austerlitz a entraîné de lourdes pertes dans les deux camps. Chez les Alliés, les Russes déplorèrent 11 000 morts et blessés (dont environ 2 000 qui se noyèrent dans les lacs), tandis que les Autrichiens enregistrèrent 600 tués, 1 200 blessés et un total de 11 453 prisonniers de guerre (9 767 Russes et 1 686 Autrichiens). Au total, 32 % de l'armée austro-russe, 45 drapeaux et 180 canons furent perdus. Les vainqueurs français, quant à eux, eurent à déplorer 1 305 tués, 6 940 blessés et 573 prisonniers de guerre. Pendant toute la campagne de 1805, l'Autriche a subi au total environ 90.000 pertes, la Russie 50.000 et la France et ses alliés 35.000.

## La légende napoléonienne

### Le discours de l'empereur
« De notre camp impérial d’Austerlitz le 12 frimaire an 14
Soldats, je suis content de vous.

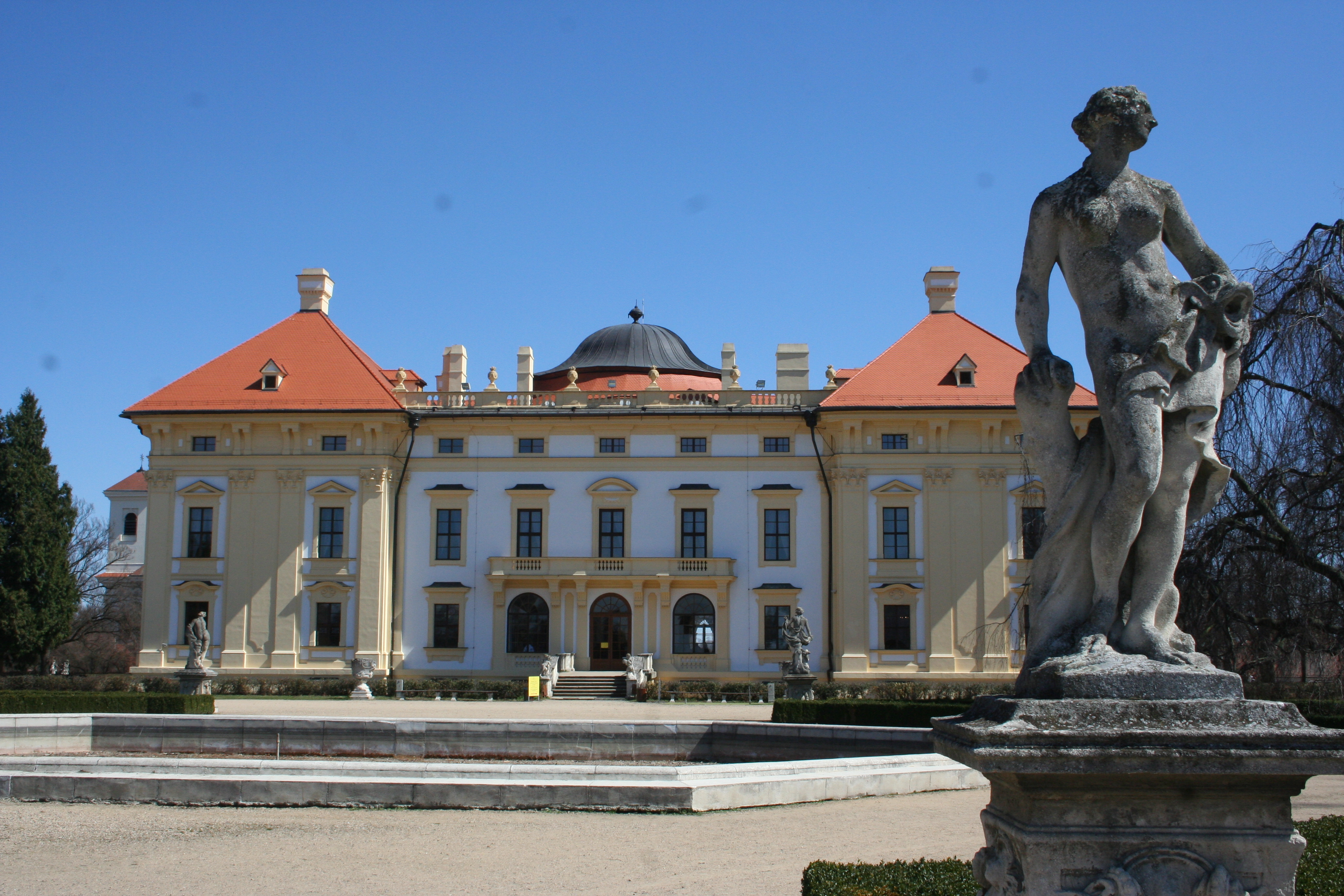
Vue actuelle du château d'Austerlitz, appartenant en 1805 à la famille de Kaunitz. L'Empereur a prononcé son discours depuis le balcon du premier étage.

Vous avez, à la journée d'Austerlitz, justifié tout ce que j'attendais de votre intrépidité ; vous avez décoré vos aigles d'une immortelle gloire. Une armée de 100 000 hommes, commandée par les empereurs de Russie et d'Autriche, a été, en moins de quatre heures, ou coupée ou dispersée. Ce qui a échappé à votre fer s'est noyé dans les lacs. Quarante drapeaux, les étendards de la garde impériale de Russie, cent vingt pièces de canon, vingt généraux, plus de 30 000 prisonniers, sont le résultat de cette journée à jamais célèbre. Cette infanterie tant vantée, et en nombre supérieur, n'a pu résister à votre choc, et désormais vous n'avez plus de rivaux à redouter. Ainsi, en deux mois, cette Troisième Coalition a été vaincue et dissoute. La paix ne peut plus être éloignée ; mais, comme je l'ai promis à mon peuple avant de passer le Rhin, je ne ferai qu'une paix qui nous donne des garanties et assure des récompenses à nos alliés.
Soldats, lorsque le peuple français plaça sur ma tête la couronne impériale, je me confiais à vous pour la maintenir toujours dans ce haut éclat de gloire qui seul pouvait lui donner du prix à mes yeux. Mais dans le même moment nos ennemis pensaient à la détruire et à l'avilir ! Et cette couronne de fer, conquise par le sang de tant de Français, ils voulaient m'obliger à la placer sur la tête de nos plus cruels ennemis ! Projets téméraires et insensés que, le jour même de l'anniversaire du couronnement de votre Empereur, vous avez anéantis et confondus ! Vous leur avez appris qu'il est plus facile de nous braver et de nous menacer que de nous vaincre.
Soldats, lorsque tout ce qui est nécessaire pour assurer le bonheur et la prospérité de notre patrie sera accompli, je vous ramènerai en France ; là, vous serez l'objet de mes plus tendres sollicitudes. Mon peuple vous reverra avec joie, et il vous suffira de dire, “J'étais à la bataille d'Austerlitz”, pour que l'on réponde, “Voilà un brave” »

## Postérité

### Commémoration de la bataille
Les élèves officiers de l'École spéciale militaire de Saint-Cyr à Coëtquidan identifient par les lettres du nom « Austerlitz » chacun des dix mois de leur scolarité en commençant par octobre (A) (décembre est donc S, par exemple). Août et septembre sont respectivement nommés Z' et Z". De plus, ils célèbrent, ainsi que les élèves de corniche du Prytanée militaire de La Flèche, du lycée militaire de Saint-Cyr, du lycée militaire d'Aix-en-Provence et de la maison d'éducation de la Légion d'honneur de Saint-Denis (Seine-Saint-Denis), la victoire française par une cérémonie le jour anniversaire de la bataille (2 S). 

Le champ de bataille d'Austerlitz de nos jours avec en arrière-plan le village de Pratzen.

Toutefois, le deux-centième anniversaire de la bataille n'a fait l'objet que d'une commémoration très limitée en France. La ville d'Austerlitz, située en République tchèque, a organisé le 2 décembre 2005 une reconstitution de la bataille. Seule la ministre de la Défense, Michèle Alliot-Marie, a assisté aux cérémonies officielles de reconstitution, dans un contexte marqué en France par la remise en cause du rôle de Napoléon Ier dans le rétablissement de l'esclavage dans les colonies et par la volonté d'afficher un bas niveau de commémoration consécutivement aux émeutes qui venaient d'agiter les banlieues françaises à l'automne de la même année 2005.

### Monuments et lieux

#### France

##### Paris
- Arc de triomphe de l'Étoile (Construit entre 1806 et 1836, inauguré en 1836).
- Arc de triomphe du Carrousel (Construit entre 1806 et 1809, inauguré en 1809).
- Colonne Vendôme (Construite entre 1806 et 1810, inaugurée en 1810). Partiellement constituée des canons pris à l'ennemi.
- Pont d'Austerlitz (Construit entre 1802 et 1807, inauguré en 1807), qui a donné son nom au quai d'Austerlitz, puis à la gare d'Austerlitz, au pont d'Austerlitz et à la rue d'Austerlitz.

##### Strasbourg
- Place d'Austerlitz (renommée en 1837).

##### Ajaccio
- Place d'Austerlitz (anciennement place de Casone), sur laquelle a été érigé un Monument commémoratif de Napoléon Ier (1938).

#### Tchéquie
- Stèle commémorative (1930), Butte de Zuran, Podolí[22].
- Monument de la paix (1912), Prace[22].

#### Pays-Bas
- Pyramide d'Austerlitz (1804, renommée en 1806), Woudenberg